# Le Retour des paysans des champs
Le Retour des paysans des champs est un tableau peint par Rubens vers 1640. Il est conservé à la galerie Palatine à Florence. C'est une huile sur bois datant de 1640. Le haut du tableau a été restauré car il s'était dégradé au fil des siècles.